# Pålören
Pålören är ett skär i Åland (Finland). Det ligger i Skärgårdshavet och i kommunen Kumlinge i landskapet Åland, i den sydvästra delen av landet. Ön ligger omkring 54 kilometer nordöst om Mariehamn och omkring 230 kilometer väster om Helsingfors.
Öns area är 2,4 hektar och dess största längd är 210 meter i nord-sydlig riktning. Runt Pålören är det mycket glesbefolkat, med 5 invånare per kvadratkilometer.. Närmaste större samhälle är Brändö, 17,9 km öster om Pålören.